# Генеральна Асамблея ООН

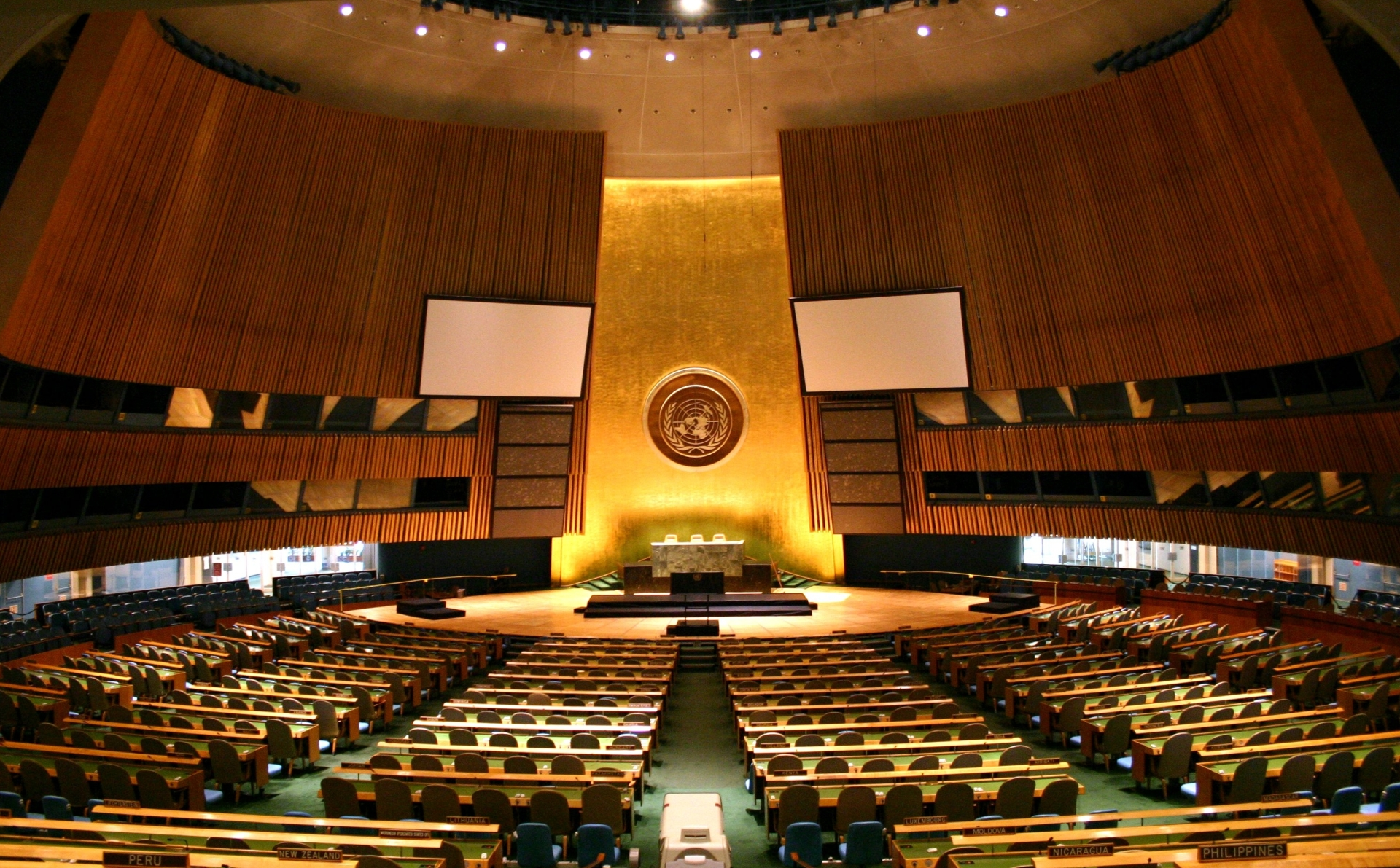
Зал Генеральної Асамблеї ООН

Генера́льна Асамбле́я ООН — головний дорадчий, директивний та представницький орган Організації Об'єднаних Націй, створений у 1945 р. згідно зі статутом ООН. Генеральна асамблея складається з 193 членів ООН і є форумом для багатостороннього обговорення всього спектру міжнародних питань, викладених у Статуті. Вона також грає велику роль в процесі встановлення та кодифікації норм міжнародного права.
Асамблея збирається на чергову щорічну сесію в період з вересня по грудень і в подальший період в міру потреби. Окрім регулярних сесій, Асамблея може проводити спеціальні і надзвичайні спеціальні сесії. Кожна держава може бути представлена в ній делегацією щонайбільше з п'яти осіб. Одна держава-член організації має в Генеральній Асамблеї один голос. Кожна країна представлена в ГА дипломатом високого рангу, але час від часу міністри закордонних справ і навіть голови держав також відвідують сесії ГА. Рішення з окремих важливих питань, таких, як рекомендації щодо миру та безпеки і вибори членів Ради Безпеки, приймаються більшістю в дві третини держав-членів; рішення ж з інших питань приймаються простою більшістю голосів.

## Функції та повноваження Генеральної Асамблеї
Згідно зі Статутом Організації Об'єднаних Націй, Генеральна Асамблея ООН має такі функції і повноваження:
- розглядати загальні принципи співпраці в підтримці міжнародного миру і безпеки, у тому числі в питаннях роззброєння, і робити відповідні рекомендації;
- обговорювати будь-які питання, що відносяться до підтримки міжнародного миру і безпеки, і робити рекомендації відносно цих питань, за винятком коли дана суперечка або ситуація знаходяться на розгляді Ради Безпеки;
- організовувати дослідження і готувати рекомендації в цілях сприяння міжнародній політичній співпраці, розвитку і кодифікування міжнародного права, здійснення прав людини і основних свобод і сприяння міжнародній співпраці в економічній, соціальній і гуманітарній областях і в області культури, освіти і охорони здоров'я;
- рекомендувати заходи мирного залагоджування будь-якої ситуації, яка могла б порушити дружні стосунки між націями;
- отримувати і розглядати доповіді Ради Безпеки та інших органів ООН;
- розглядати і затверджувати бюджет Організації Об'єднаних Націй і встановлювати розмір внесків держав-членів;
- обирати непостійних членів Ради Безпеки і членів інших рад і органів ООН і, за рекомендацією Ради Безпеки, призначати Генерального секретаря.

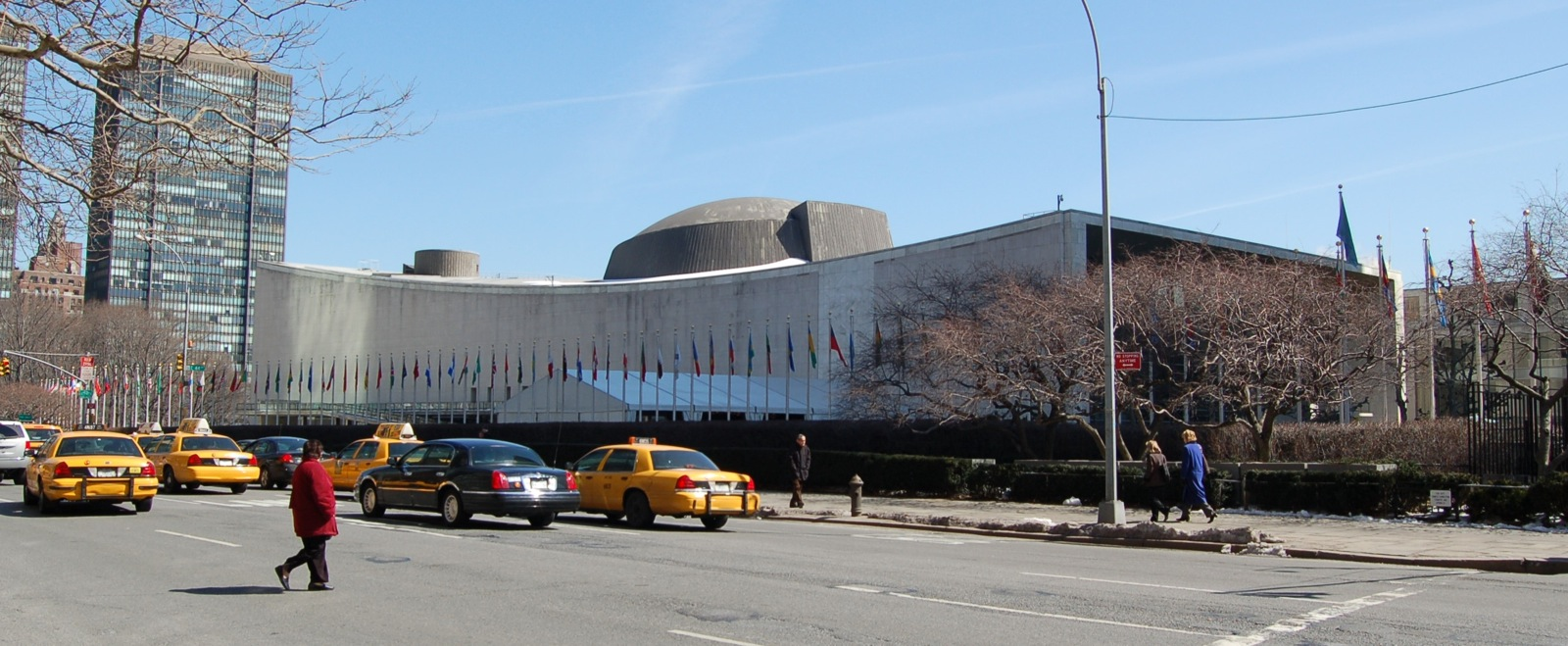
Будівля Генеральної Асамблеї ООН

Згідно з резолюцією Генеральної Асамблеї «Єдність на користь світу» від 3 листопада 1950 р. (резолюція 377 (V)), Асамблея може також вживати заходів, якщо Рада Безпеки не здатна діяти через голосування проти одного зі своїх постійних членів у випадку, коли існують підстави вбачати загрозу миру, порушення миру чи акт агресії. Асамблея може негайно розглянути це питання з метою надати членам Організації необхідні рекомендації щодо колективних заходів для підтримування чи відновлення міжнародного миру та безпеки.
Хоча Асамблея уповноважена робити державами рекомендації, які не мають обов'язкового характеру, з міжнародних питань, що входять до компетенції, вона, проте, ініціювала заходи політичного, економічного, соціального та правового характеру, що вплинули на життя мільйонів людей в усьому світі. Історична Декларація тисячоліття, прийнята в 2000 р., свідчить про прихильність держав-членів досягти конкретних цілей, викладених в Декларації з метою забезпечення миру, безпеки та роззброєння; викорінення бідності, захисту довкілля, задоволення особливих потреб Африки та зміцнення Організації Об'єднаних Націй.

## Прийняття рішень
Кожна держава-член має в Асамблеї один голос. Рішення з окремих важливих питань, таких, як рекомендації щодо миру та безпеки та вибори членів Ради Безпеки, приймаються більшістю у дві третини держав-членів; рішення з інших питань приймаються простою більшістю голосів.
В останні роки особлива увага приділялася досягненню консенсусу з питань, що обговорюються, а не прийманню рішень шляхом проведення офіційного голосування, що і забезпечувало активнішу підтримку рішень Асамблеї. Голова Асамблеї, після проведення консультацій та досягнення домовленості з делегаціями, може запропонувати прийняти резолюцію без голосування.

## Неофіційні засідання Генеральної Асамблеї
На своїй 52-й сесії Генеральна Асамблея запропонувала новий спосіб досягнення консенсусу з питань шляхом обговорення завдання реформування Організації Об'єднаних Націй в ході неофіційних пленарних засідань Генеральної Асамблеї. Практику проведення неофіційних засідань було продовжено на наступних сесіях для обговорення, зокрема, питань, що стосувалися Саміту тисячоліття ООН, спеціальної сесії Генеральної Асамблеї з питання ВІЛ/СНІДу, зміцнення системи ООН та активізації Асамблеї. На 58-й та 59-й сесіях ця практика стала включати проведення неофіційних засідань Генерального комітету, відкритих для усіх делегацій, а також організацію групових обговорень та тематичних брифінгів під керівництвом Генеральної Асамблеї.

## Вибори Голови та заступників Голови Генеральної Асамблеї та голів головних комітетів
Внаслідок здійснюваних зусиль з активізації своєї роботи та згідно з правилом 30 своїх Правил процедури, змінених відповідно до резолюції 56/509 Асамблеї від 8 липня 2002 р., Генеральна Асамблея обрала свого Голову ГА ООН та заступників Голови, а також голів шести головних комітетів 60-ї сесії 13 червня 2005 р., тобто не пізніше, ніж за три місяці до відкриття сесії. Відповідно до резолюції 58/126 Асамблеї інші посадові особи головних комітетів також були обрані в той же день.

## Допоміжні органи

### Шість головних комітетів
Після завершення загальних дебатів Асамблея починає розглядати основні пункти порядку денного. Оскільки кількість питань, які вона повинна розглядати, дуже велика (так, наприклад, порядок денний 59-ї сесії включав 163 пункти), Асамблея розподіляє пункти порядку денного в залежності від їх тематики між своїми шістьма головними комітетами, які проводять їх обговорення, намагаючись, за можливості, узгодити різні підходи держав, а потім надають Асамблеї на розгляд на одному з пленарних засідань проекти резолюцій та рішень.
1. Комітет з питань роззброєння і міжнародної безпеки (Перший комітет) — займається питаннями роззброєння та відповідними питаннями міжнародної безпеки
2. Комітет з економічних і фінансових питань (Другий комітет) — займається економічними питаннями
3. Комітет з соціальних і гуманітарних питань і питань культури (Третій комітет) — займається проблемами соціального та гуманітарного характеру
4. Комітет зі спеціальних політичних питань і питань деколонізації (Четвертий комітет) — займається різноманітною політичної тематикою, яка не входить до кола відання Першого комітету, а також питаннями деколонізації
5. Комітет з адміністративних і бюджетних питань (П'ятий комітет) — займається адміністративними питаннями та бюджетом ООН
6. Комітет з правових питань (Шостий комітет) — займається міжнародними правовими питаннями

Однак за окремими пунктами порядку денного, такими, як питання про Палестину чи стан на Близькому Сході, Асамблея приймає рішення безпосередньо на своїх пленарних засіданнях.

### Генеральний комітет
Генеральний комітет, який складається з Голови та 21 заступника Голови Асамблеї та голів шести головних комітетів, виносить рекомендації Асамблеї щодо затвердження порядку денного, розподілення пунктів порядку денного та організації роботи.

### Комітет з перевірки повноважень
Комітет з перевірки повноважень призначається Генеральною Асамблеєю на кожній сесії. Він надає Асамблеї звіти про повноваження представників.

### Робочі групи Асамблеї
В минулому Генеральна Асамблея санкціонувала створення робочих груп для розглядання важливих питань, в тому числі Спеціальну робочу групу відкритого складу з питань конфліктів та сприянню забезпечення міцного миру та стійкого розвитку в Африці та Спеціальну робочу групу з комплексного та скоординованого здійснення рішень та наступній діяльності за результатами великих конференцій та зустрічей на вищому рівні ООН в економічній та соціальній сфері, які завершили свою роботу.

### Регіональні групи
З плином часу в Генеральній Асамблеї виникли різноманітні неформальні регіональні групи, які є механізмами для проведення консультацій та надання допомоги в роботі з процедурними питаннями. Це групи африканських держав, азійських держав, східноєвропейських держав, держав Латинської Америки та Карибського басейну, західноєвропейських та інших держав. Туреччина, яка з метою виборів входить до складу Групи західноєвропейських та інших держав, є також членом Групи азійських держав.

## Спеціальні сесії та надзвичайні спеціальні сесії
Окрім регулярних сесій, Асамблея може проводити спеціальні та надзвичайні спеціальні сесії.
У різні роки Асамблеєю було скликано 28 спеціальних сесій з питань, які вимагали особливої уваги, в тому числі з проблем Палестини, фінансів ООН, Намібії, роззброєння, міжнародної економічної співпраці, апартеїду, наркотиків, довкілля, народонаселення, жінок, соціального розвитку, населених пунктів, ВІЛ/СНІДу та дітей.
Десять надзвичайних спеціальних сесій були проведені у зв'язку з ситуаціями, при розгляданні яких Рада Безпеки опинилася у глухому куті. Ці сесії були присвячені стану на Близькому Сході (1958 та 1967 рр.), стану в Угорщині (1956 р.), стану стосовно Суецького каналу (1956 р.), стану в Конго (1960 р.), Афганістані (1980 р.), Палестині (1980 та 1982 рр.), Намібії (1981 р.), стану на окупованих арабських територіях (1982 р.) та розгляданню незаконних дій Ізраїлю в окупованому Східному Єрусалимі та на решті окупованих територій (1997, 1998, 1999, 2000, 2001, 2002, 2003 і 2004 рр.). Асамблея також постановила тимчасово припинити десяту надзвичайну спеціальну сесію і уповноважила Голову Асамблеї відновити її засідання на прохання держав-членів.

## Здійснення діяльності Асамблеї
Робота ООН значною мірою ґрунтується на рішеннях Генеральної Асамблеї та здійснюється:
- комітетами та іншими органами, заснованими Асамблеєю з метою вивчення конкретних питань, таких, як роззброєння, освоювання космічного простору, підтримування миру, економічний розвиток, охорона довкілля та права людини, — та підготовки відповідних звітів;
- Секретаріатом ООН — Генеральним секретарем та його співробітниками у складі міжнародних цивільних службовців.

## Активізація роботи Асамблеї
Протягом останніх років вживаються все активніші заходи з метою зробити роботу Генеральної Асамблеї більш цілеспрямованою та актуальною. На 58-й сесії це стало важливим пріоритетним завданням. В резолюціях 58/126 та 58/316, прийнятих 19 грудня 2003 р. та 1 липня 2004 р. відповідно, викладені конкретні заходи з впорядкування роботи Асамблеї, раціоналізації її порядку денного, поліпшення практики та методів роботи головних комітетів та підвищення ролі Генерального комітету. 59-та сесія продовжила роботу з оцінки виконання цих мандатів та пошуки додаткових шляхів та засобів подальшої активізації роботи Генеральної Асамблеї, включаючи зміцнення ролі та повноважень Голови.

## Свята, засновані Асамблеєю
Всесвітній день охорони довкілля був заснований Генеральною асамблеєю ООН 1972 року й відтоді відзначається всією світовою співдружністю щорічно. Приводом до проведення цієї всесвітньої акції послужило звернення, що надійшло 11 травня 1971 року генеральному секретареві ООН. Звернення підписали 2200 діячів науки й культури з 23 країн миру, які попереджали людство про безпрецедентну небезпеку, що загрожує йому у зв'язку із забрудненням довкілля.